# Gagrella albifrons
Gagrella albifrons is een hooiwagen uit de familie Sclerosomatidae.